# Банкерт (эсминец, 1930)

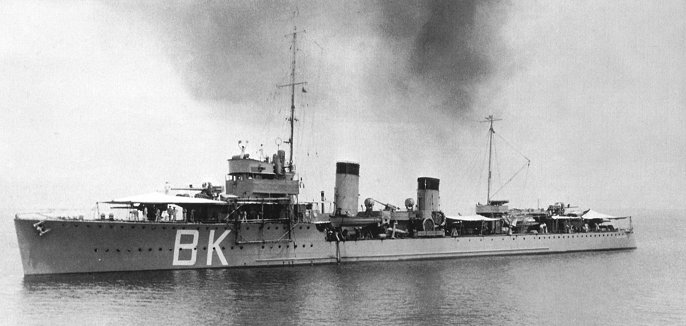

Hr. Ms. Banckert, бортовая литера BK (Его величества Банкерт) — эсминец флота Нидерландов типа «Ван Гален», названный в честь зеландского лейтенант-адмирала XVII века Адриана Банкерта.
Заложен на верфи «Burgerhout’s Scheepswerf en Machinefabriek» в Роттердаме 25 августа 1927 года, спущен на воду 14 ноября 1929 года, вступил в строй 14 ноября 1930 года.
Поврежден японской авиацией, находился в ремонте в сухом доке, но 2 марта 1942 года вместе с доком был затоплен из-за угрозы захвата Японией.
Поднят Японией и 20 марта 1944 года зачислен как патрульное судно (Shokai Tei) № 106, однако в строй не веден, в 1945 захвачен союзниками, возвращен Нидерландам.
В сентябре 1949 года потоплен артиллерийским огнём как мишень в проливе Мадура.